# Mimetus natalensis
Mimetus natalensis är en spindelart som beskrevs av Lawrence 1938. Mimetus natalensis ingår i släktet Mimetus och familjen kaparspindlar. Inga underarter finns listade i Catalogue of Life.